# Dmitri Chouvaïev
Dmitri Savelievitch Chouvaïev (en russe : Дмитрий Савельевич Шуваев), né le 24 décembre 1854 et mort en 1937, est un général et un homme politique russe, ministre de la Guerre du 15 mars 1916 au 3 janvier 1917.

## Biographie
Né citoyen d'honneur, ses parents ayant le rang de bourgeois d'honneur d'Orenbourg, il sort diplômé de l'École militaire Alexandre et de l'Académie militaire de Saint-Pétersbourg en 1872.
Entre 1873 et 1875, il participe à des campagnes en Asie centrale. En 1878, il sort diplômé de l'École militaire de l'État-major-général de Saint-Pétersbourg et est intégré à l'armée  d'Orenbourg. 
En 1879, il devient professeur à l'École militaire des Junkers de l'armée cosaque de Novotcherkassk, dont il prend la direction en 1885. En 1899, il prend la direction de l'École militaire des Junkers du Génie de Kiev.
En 1905, Dmitri Savelievitch Chouvaïev est nommé commandant de la 5e division d'infanterie. De 1907 à 1908, il commande le 2e corps d'armée cosaque. En 1909, il se voit confier le Département de l'intendance au ministère de la Guerre. Il a une réputation de grande probité, en des temps de réformes et de réorganisation du ministère de la Guerre. En 1911, il est promu général d'infanterie. Le 15 mars 1916, il est nommé ministre de la Guerre. 
Limogé le 3 janvier 1917, il est malgré tout admis au Conseil d'État.
Après la Révolution russe, le général Chouvaïev enseigne dans diverses écoles militaires. À la fin des années 1920, il prend sa retraite à Lipetsk.
En 1937, Dmitri Chouvaïev est arrêté en tant qu'ancien ministre de la Russie impériale et ennemi du peuple, par le NKVD et fusillé. Il est réhabilité à titre posthume, en 1956.